# Mondragone
Mondragone é uma comuna italiana da região da Campania, província de Caserta, com cerca de 24.028 habitantes. Estende-se por uma área de 54 km², tendo uma densidade populacional de 445 hab/km². Faz fronteira com Cancello ed Arnone, Castel Volturno, Falciano del Massico, Sessa Aurunca.

## Demografia
| Variação demográfica do município entre 1861 e 2011                               |
|                                                                                   |
| Fonte: Istituto Nazionale di Statistica (ISTAT) - Elaboração gráfica da Wikipedia |